# Patrick Zagar
Patrick Zagar est un footballeur français né le 1er novembre 1954 à Sedan.

## Biographie
Ce Sedanais acquiert sa notoriété en évoluant au poste d'arrière gauche à Lille. Il joue également au Racing et participe à son éphémère remontée parmi l'élite.
Au total, il dispute 122 matchs en Division 1 et 135 matchs en Division 2.

## Carrière
- 1973-1974 :  AC Mouzon (Division 3)
- 1974-1975 :  CS Sedan Mouzon Ardennes (Division 2)
- 1975-1976 :  RC Épernay (Division 3)
- 1976-1982 :  Lille OSC (Division 2 et Division 1)
- 1982-1985 :  RC Paris (Division 3 à Division 1)
- 1985-1986 :  Sporting Club Abbeville (Division 2)[1]

## Palmarès
- Champion de France D2 en 1978 avec le Lille OSC